# 魔法少女アイ
『魔法少女アイ』（まほうしょうじょアイ）は、2001年6月22日にcolorsより発売されたアダルトゲーム。

## 概要
主人公の住む街で猟奇殺人事件が続発するようになるところから、物語は始まる。異界からやってきた魔法少女と妖魔「ゆらぎ」の戦いを、人間である主人公の目線で、時にコミカルに、時にシリアスに、そして全体としてダークな雰囲気の中で描いた作品。続編として『魔法少女アイ2』、『魔法少女アイ参』がある。
「魔法少女」という名がついているが、その実態は「触手凌辱モノ」、「ダークシリアス（ダークファンタジー）なストーリー」、そしてそれに付随する「肉弾戦を得意とするタイプの魔法少女」である。
作品全体にダークな雰囲気がかかり、触手責めのシーンは濃厚（膨腹といった少々マニアックなシチュエーションもある）。
本作はcolorsブランドのデビュー作である。その後「魔法少女アイ」シリーズが出ると、シリーズの他の作品と区別するために「アイ1」という呼称も使われるようになった。2002年2月22日には、シーン回想やメッセージの読み返しの追加などが行われた『魔法少女アイ plus』が発売され、女性キャラのフルボイス化や、人気キャラであった美景とのエンディングが追加された。
2007年4月に「魔法少女アイシリーズ」の権利関係がMS PICTURESに委譲されスタッフも引継ぎ、今後はMS PICTURESからシリーズ続編（魔法少女アイ2plusより後の作品）が発売されることになった。

## あらすじ
岡島秋俊が住む街では、続発する猟奇的殺人事件が頻発していた。そんなある日、謎の少女・加賀野愛が秋俊の前に現れる。実は、愛は謎の妖魔・ゆらぎを倒すべく、異界から派遣された魔法戦士だった。こうして、秋俊は、魔法少女とゆらぎの戦いに巻き込まれていく。

## 主な登場キャラクター
岡島 秋俊（おかじま あきとし）
声：梅干丸夢千代（OVAのみ）
本作品の主人公。優しく前向きな性格の少年で、時に感情的で正義感の強い一面も見せる。幼少期に両親を亡くしてからは家族ぐるみで親交の深かった隣の大見家に世話になっている。また幼馴染の羽石亨とも親友。魔法に関する隠された力を持ち、アイがゆらぎと戦っているシーンを目撃した後、アイがほどこした記憶消去の魔法が通じないことなどから、最初はアイにゆらぎではないかと警戒されることになる。作中では、彼が人質に捕られたためアイが今まで優位に戦闘を行っていたゆらぎから逆転され、凌辱されるなど彼女の足を引っ張るシーンが存在する（ゲームでは彼の秘められた力によってアイがパワーアップするなど役に立つシーンも多い）。また、自身の欲望に負け、アイを無理やり犯してしまうBADENDも存在する。
加賀野 愛（かがの あい）
声：阿谷ほのか
本作の正ヒロイン。秋俊の前に突如現れた、異界（作品中での呼称は「あちら側」「向こう側」など）の魔法戦士。朴念仁で、他者を受け入れない頑なさを持つ。異界は完全な階級分業社会であり、彼女は戦士としての厳しい訓練を受けて育てられてきたため、敵となるゆらぎに対しては一切の妥協を許さない、残酷ともいえる徹底的な戦い方を貫く。しかし、その一方で女性らしい部分を隠しており、ファンシーで可愛いものや、甘いものに目がない（バケツサイズのフルーツパフェを平らげた）。スレンダーな体格で胸が小さいことを気にしている。また彼女の住む異界において下級に位置する戦士たちに真の名前はなく、「加賀野愛」は人間世界での偽名（仲間内での呼び名も「アイ」）である。「怒槌（いかずち）」など雷の魔法を得意とし、また記憶の操作をしたり人間の精神に入り込んだりと様々な魔法を使いこなして任務にあたる。感情を押し殺し異界のために戦っていたが、秋俊とのふれあいを通じて徐々に変わっていく。ゆらぎ相手としか性交の経験が無い。
名前、髪型、目付き、性格、黒ずくめの衣装のモデルは『コレクター・ユイ』の篠崎愛（コレクター・アイ）だとされている。
OVA版ではゆらぎ化した亨に完膚無きまでの完全敗北し、肛門から口まで触手が貫通するまで無理やり挿入され、無数の触手に夥しい量の精液を注がれ絶頂する。そのまま触手が散らした体液を垂れ流しながら、白目を剥いて気絶。その後、亨によって拘束されたまま、鉄柱を無理やり子宮へと挿入され、苦痛と屈辱を味合わされる。最終巻では秋俊の目の前で内藤に凌辱され続け、処女を奪れ肛門も犯される。夥しい量の精液を腸内に注がれ、腹を膨張させられ、秋俊に見られながら排泄する。
小説版ではゆらぎの羞恥責めに耐え切れず心が折れ、泣き出してしまう描写がある。
大見 結亜（おおみ ゆあ）
声：乃嶋架菜
秋俊の隣家に住む、2歳年下の少女。秋俊を「お兄ちゃん」と慕い、毎朝「結亜ちゃんアタック」なる得意技で秋俊を叩き起こしにくる。性格は明朗闊達で、感情の起伏が激しい。「元気なロリっ子」として、学校内では人気がある。怪談が大嫌いで、よく聡恵や秋俊にからかわれている。秋俊に口内射精と膣内射精をさせた唯一のヒロイン。
前田 聡恵（まえだ ちえ）
声：笠原准／遠野由佳（OVA）
結亜のクラスメイトの少女。巨乳の眼鏡っ子。趣味は読書で、その旺盛な探求心から民俗学に詳しい。亨に恋心を抱いているが、本人にはそれを伝えられずにいる。
宮広 美景（みやひろ みかげ）
声：白井綾乃
秋俊のクラスメイト。巨乳。病気で1年間休学していたため、実際の年齢は秋俊より1歳年上。清楚で気品のある美人、なおかつ頭脳明晰という完璧な女性として校内で有名だが、世間の目と自身の隠された素性のギャップに苦しんでいる。密かに秋俊に憧れている。秋俊の初体験の相手。
日枝 春巳（ひえ はるみ）
声：鈴美巴
秋俊の通う高校の理事長で、かつ秋俊のクラスの担任教師。担当科目は、国語。巨乳で、普段から派手な格好をしている。また授業中に特定の生徒に狙いを定めては罵声を浴びせることが多々あるため、生徒からの人気は低い。好色家で、秋俊と性交をするが、膣内射精をさせる寸前に結亜の嫉妬を買い、中断させられた。
羽石 亨（はねいし とおる）
声：神田和泉（OVAのみ）
秋俊のクラスメイトで、幼稚園の頃からの親友。眼鏡少年である。「カワイイ」と評判（結亜にすらカワイイといわれる）だが、本人はそれに関してコンプレックスを抱いている。性格は温厚。結亜のことを気に入っている。過去に素行不良男子の先輩から告白されて断ったことで逆恨みされ、秋俊の目の届かないところで複数の男子に貞操を奪われるという事件があった。この時に周囲にいた人々が助けてくれず、それどころか女子も男子も自分が男子達に嬲られる姿を興味本位で見物していたことに絶望させられる。この一件もあってゆらぎの力に魅了され、アイを追い詰める。ゆらぎ化しても男子達に嬲られた事が原因でEDを患ったままになる。
内藤 真司（ないとう しんじ）
声：宮脇正道（OVAのみ）
秋俊が通う高校の社会科教師。性格は小心かつ陰湿。女子生徒に対しセクハラまがいの服装検査を行うため、生徒からの人気は非常に低い。OVA版では聡恵に膣内射精した後、アイの処女を奪い、彼女の肛門内にも夥しい量の精液を射精して腹を膨張させる。
愛（メグ）
声：瀬野摩紀
アイの先輩に当たる魔法戦士。巨乳。温厚で面倒見の良い性格とは裏腹に、比類なき絶大な戦闘力を誇る。そのため異界では「鬼神」「舞姫」「アンチェイン」と呼ばれていた。アイの初体験の相手でもあるが、男性と付き合っていた過去もあり、真正のレズビアンではない。

## 関連作品

### アニメーション
2003年から2005年にかけてミルキーレーベルから全5巻で発売された。女性キャラクターの声優はゲームオリジナルキャストと同じ。
また2006年に、2枚の特典ディスク、制作資料読本、描き下ろしテレフォンカードが封入された、「魔法少女アイ コンプリートBOX」が本編を含む7枚組で、限定3000BOXとして発売された。2008年11月には廉価版となる「魔法少女アイ The Best」（全5話収録）が発売されている。
スタッフ
- 原作：colors
- 監督：敷島博英
- 脚本：村上恒一（1〜4巻）、竹内光（2巻）、香月ルナ（5巻）
- キャラクターデザイン：聖月
- プロデューサー：村上恒一、DIGO、藤井義久（5巻のみ）
- 制作：真空間

### ビジュアルノベル
- 『魔法少女アイ ExtraStory』
  - パソコンパラダイスに掲載された小説に加筆修正を行い、ビジュアルノベル化した作品。アイが魔法少女になった時の話と、秋俊と出会うまでの話が、ファンディスク『いろもん』Vol.1、2に前後編で収録された後、2007年にこのビジュアルノベルのみを1つにまとめたものがダウンロード販売されている。

### ノベライズ
- 『魔法少女アイ』原作：colors、著：水坂早希、表紙：黒木雅弘、挿絵：B-RIVER、二次元ドリームノベルズ、ISBN 4-89637-114-3
  - 雪に閉ざされた山間の名門女学校に、ゆらぎの気配を感じたアイ。生徒として潜入するが、強大ななゆらぎの力になすすべなく、とらわれの身となるとなり、アイが妊娠するまで犯され続ける、といった内容。

この他、メグを主人公に据えた『魔法少女アイ外伝 魔法少女メグ』の刊行が予定されていたが、著者の綾守竜樹が執筆途中で急逝したため、幻の作品となった。なお遺稿の一部と表紙・挿絵イラスト数点が二次元ドリームマガジン2007年8月号にて発表されている。

### コミカライズ
- 『魔法少女アイ』原作：colors、著：天道まさえ、二次元ドリームコミックス、ISBN 978-4-86032-779-8
  - スレイブヒロインズにて連載されていた漫画を単行本化した物。